# Eupithecia florianii
Eupithecia florianii es una especie de polilla de reciente descubrimiento de la familia Geometridae. La especie fue descrita por primera vez por William Warren habiendo sido descrita en 2022 con distribución en China. El holotipo de la especie fue hayada a 2000 metros (6561,7 pies) sobre el nivel del mar en el valle Salween de la provincia de Yunnan. La polilla aún no ha sido categorizado como parte de un grupo de especies.

## Descripción
Es una polilla pequeña con una envergadura de 18 milímetros (0,7 plg) y de color marrón grisáceo. Su cabeza y noto cubiertos de escamas de color ocre. Tiene rasgos morfológicos genitales muy únicos que la distinguen de otras especies chinas, aunque con cierto parecido a otra especie china, Eupithecia amicula.